# حسین زمانی
حسین زمانی (زادهٔ ۳ آذر ۱۳۸۱ مشهد، ایران) بازیکن حرفه‌ای فوتبال است و در پست مهاجم برای تیم فوتبال ان‌ئی‌سی و تیم ملی افغانستان بازی می‌کند. زمانی متولد ایران است و قبل از دعوت تیم ملی افغانستان برای تیم ملی هلند در سطح جوانان بازی می‌کرد

## دوران باشگاهی
زمانی در ایران زاده شده‌است و در سال ۲۰۱۰ به شهر نیووه‌خین هلند نقل مکان کرد. وی در سن ۸ سالگی به آکادمی جوانان آژاکس پیوست. در اوت ۲۰۱۹، زمانی به آکادمی جوانان جنوا ایتالیا نقل مکان کرد. وی در فوریهٔ ۲۰۲۱ به تل استار پیوست و در آنجا اولین قرارداد حرفه‌ای خود را امضا کرد.

## دوران ملی
زمانی ملی‌پوش سابق جوانان هلند است. در ژانویهٔ ۲۰۱۷، پیتر فَن دِروین، مربی تیم زیر ۱۵ سال هلند، وی را در ترکیب بازی‌های دوستانه مقابل ایرلند قرار داد. در ۳۱ ژانویه، او تنها بازی خود را برای تیم در پیروزی ۵–۱ مقابل ایرلند انجام داد.
در آوریل ۲۰۲۱، زمانی اولین دعوت به تیم ملی افغانستان را دریافت کرد. او اولین بازی خود را در ۲۵ مه ۲۰۲۱ با به ثمر رساندن یک گل در یک پیروزی ۳–۲ دوستانه مقابل اندونزی انجام داد.

## آمار
ملی
تا تاریخ ۱۵ ژوئن ۲۰۲۱
| تیم ملی   | سال  | بازی | گل |
| --------- | ---- | ---- | -- |
| افغانستان | ۲۰۲۱ | ۳    | ۲  |
| همه       | همه  | ۳    | ۲  |

گل برای افغانستان
| شماره | تاریخ        | محل برگزاری                    | حریف    | گل  | نتیجه | مسابقه                 |
| ----- | ------------ | ------------------------------ | ------- | --- | ----- | ---------------------- |
| ۱.    | ۲۵ مه ۲۰۲۱   | مرکز عالی جبل علی، دبی، امارات | اندونزی | ۳-۰ | ۳–۲   | دوستانه                |
| ۲.    | ۱۵ ژوئن ۲۰۲۱ | ورزشگاه جاسم بن حمد، دوحه، قطر | هند     | ۱-۱ | ۱–۱   | مقدماتی جام جهانی ۲۰۲۲ |